# Borstenstein

Der Borstenstein auf einer im Jahr 1904 versandten Ansichtskarte von Stengel & Co.

Der Borstenstein (russisch Камень лжи Kamen Lschi, „Lügenstein“) ist ein Naturdenkmal auf dem Gebiet der Stadt Pionerski (dt. Neukuhren) in der russischen Oblast Kaliningrad im Tal der Tschistaja (dt. Lachsbach). Es handelt sich dabei um vermutlich zwei während der Eiszeit dorthin verfrachtete nebeneinander liegende Findlinge, also nicht um einen einzelnen, der geborsten war.
Mit diesem Stein ist eine Sage verbunden, nach der eine Braut fälschlicherweise ihre Treue beschwor und daraufhin ein Blitz in den Stein schlug und diesen spaltete. In der Folge wurde der Stein, vielleicht als Mittel der Kindererziehung, als Testobjekt zur Überführung von Lügnern betrachtet. Wer durch den etwa 70 cm breiten Spalt hindurch kam, ohne dass sich der Stein wieder zusammenschloss, konnte als ehrlich gelten. Dazu gab es folgenden Vers, der auch so oder so ähnlich auf den höheren rechten etwa drei Meter hohen Stein aufgemalt wurde:

„Die Sage geht: Der Stein erdrückt
jedweden, der gelogen; Wagt
man sich in den Stein hinein,
so wird es bald vorüber sein.“

Ebenfalls auf diesen Stein wurde aus unerfindlichen Gründen der Name Rübezahl aufgebracht.
Auch in der heutigen russischen Zeit ist der Stein als „Lügenstein“ bekannt.